# Comuna de Nowy Targ
Nowy Targ (polaco: Gmina Nowy Targ) é uma gminy (comuna) na Polónia, na voivodia de Pequena Polónia e no condado de Nowotarski. A sede do condado é a cidade de Nowy Targ.
De acordo com os censos de 2004, a comuna tem 21 889 habitantes, com uma densidade 104,9 hab/km².

## Área
Estende-se por uma área de 208,65 km², incluindo:
- área agricola: 57%
- área florestal: 32%

## Demografia
Dados de 30 de Junho 2004:
|                      | Total   | Total | Mulheres | Mulheres | Homens  | Homens |
| -------------------- | ------- | ----- | -------- | -------- | ------- | ------ |
|                      | pessoas | %     | pessoas  | %        | pessoas | %      |
| População            | 21 889  | 100   | 11 011   | 50,3     | 10 878  | 49,7   |
| Densidade (pop./km²) | 104,9   | 100   | 52,8     | 52,8     | 52,1    | 52,1   |

De acordo com dados de 2002, o rendimento médio per capita ascendia a 1242,16 zł.

## Subdivisões
- Dębno, Długopole, Dursztyn, Gronków, Harklowa, Klikuszowa, Knurów, Krauszów, Krempachy, Lasek, Ludźmierz, Łopuszna, Morawczyna, Nowa Biała, Obidowa, Ostrowsko, Pyzówka, Rogoźnik, Szlembark, Trute, Waksmund.

## Comunas vizinhas
- Bukowina Tatrzańska, Czarny Dunajec, Czorsztyn, Kamienica, Łapsze Niżne, Niedźwiedź, Nowy Targ, Ochotnica Dolna, Raba Wyżna, Rabka-Zdrój, Szaflary